# 普洛格斯卡夫特冰原島峰
71°48′S 5°12′E / 71.800°S 5.200°E
普洛格斯卡夫特冰原島峰（英語：Plogskaftet Nunataks），是南極洲的冰原島峰，位於毛德皇后地的阿斯特里德公主海岸，處於庫穆盧斯山西北面9公里，長約9公里，屬於穆利格-霍夫曼山脈的一部分，現時由南極條約體系管理。